# Zygothrica leptorostra
Zygothrica leptorostra är en tvåvingeart som beskrevs av David Grimaldi 1990. Zygothrica leptorostra ingår i släktet Zygothrica och familjen daggflugor. Inga underarter finns listade i Catalogue of Life.